# Jitomirska (métro de Kiev)
Jitomirska (ukrainien : Житомирська) est une station de la ligne Svyatochins'ko-Brovars'ka (M1) du métro de Kiev. Elle est située dans le raïon de Sviatochyne de la ville de Kiev en Ukraine.
Mise en service en 2003, elle est desservie par les rames de la ligne M1. Le service est arrêté ou perturbé depuis l'invasion de l'Ukraine par la Russie en 2022.

## Situation sur le réseau
Établie en souterrain, la station Jitomirska, est une station de passage de la Ligne Svyatochins'ko-Brovars'ka (M1) du métro de Kiev. Elle est située entre la station Akademmistetchko, terminus ouest, et la station Svyatochin, en direction du terminus est, Lisova.
Elle dispose d'un quai central encadré par les deux voies de la ligne.

## Histoire
La station Jitomirska est mise en service le 24 mai 2003, lors de l'ouverture à l'exploitation de la prolongation de l'ancien terminus Svyatochin au nouveau terminus Akademmistetchko. La station est due aux architectes M. Alyoshkin, T. Tselikovskaya, V. Gneverev.

## Services aux voyageurs

### Accès et accueil
Il se fait par l'avenue de Brest.

### Desserte
Jitomirska est desservie par les rames de la ligne M1.

Installations et desserte
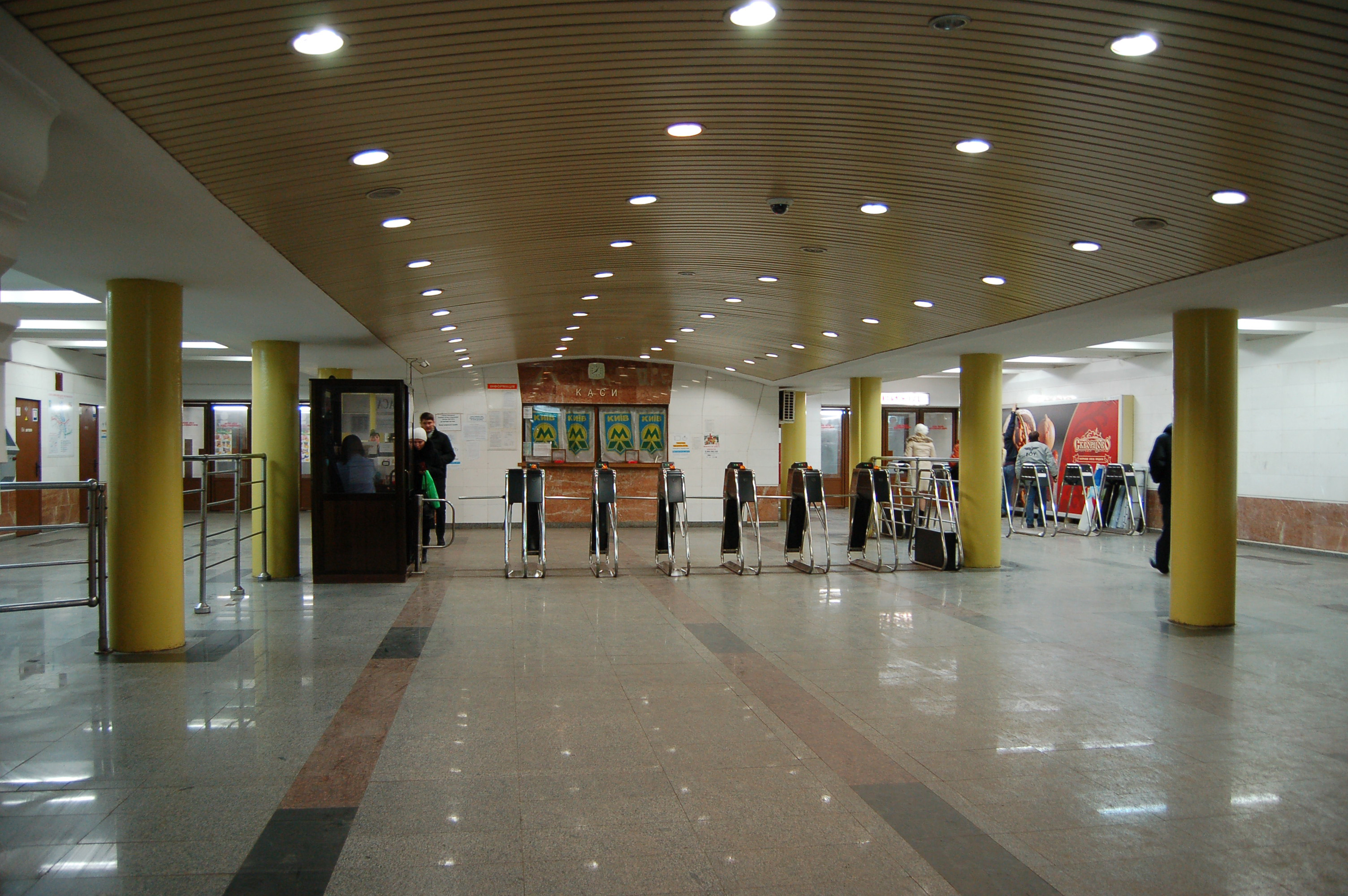
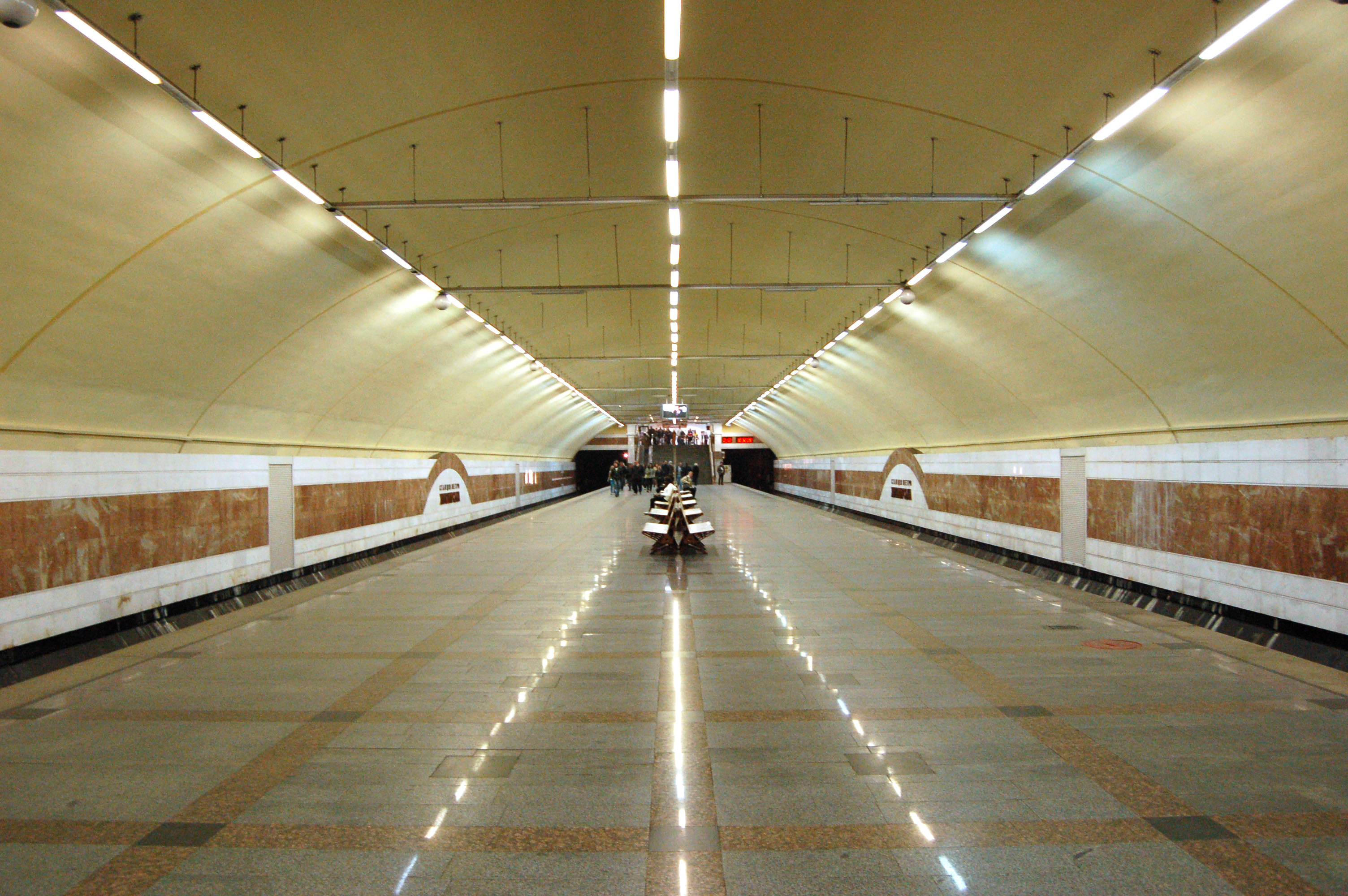
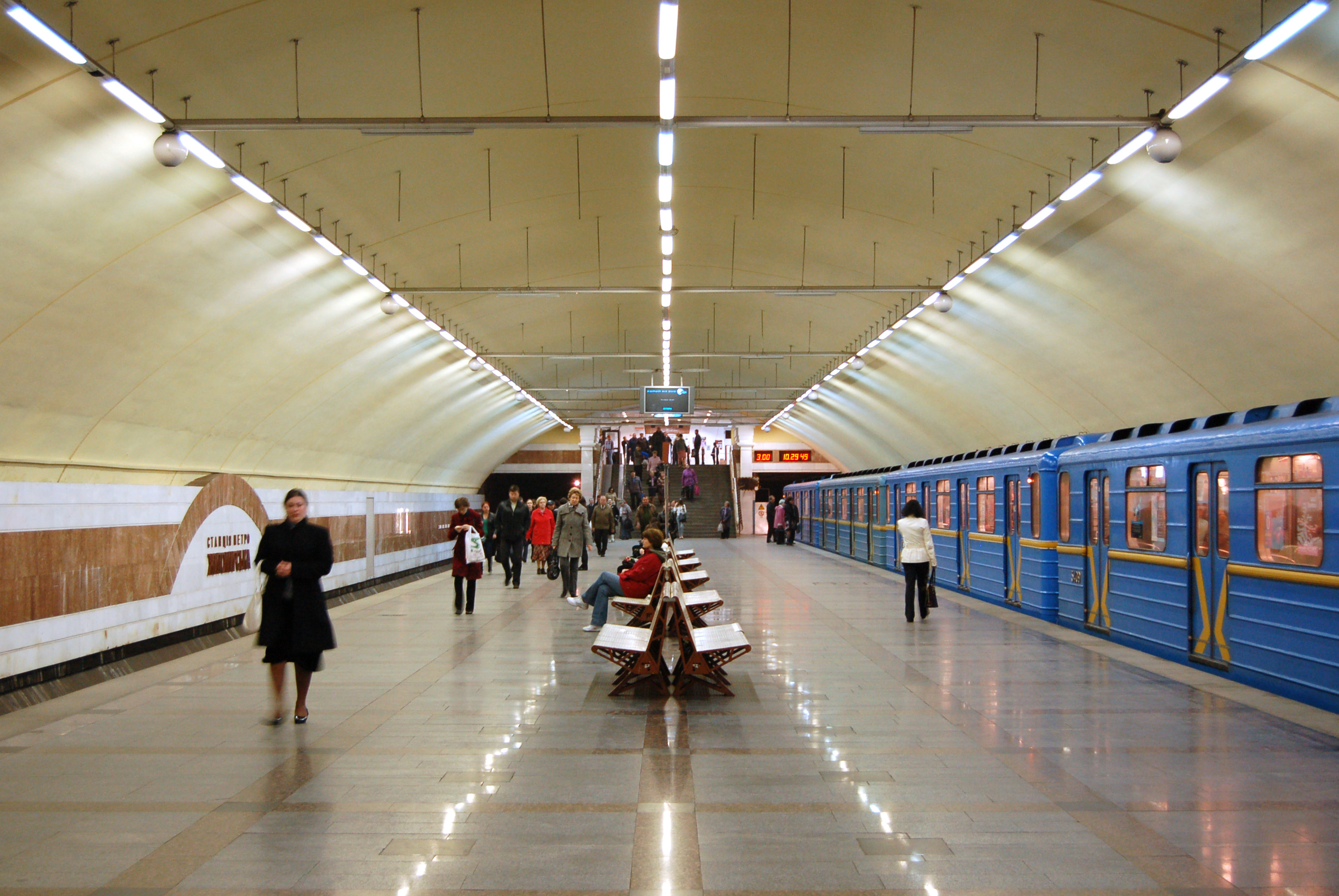